# Norman Foster Ramsey
Norman Foster Ramsey (Washington, D.C., 27 de agosto de 1915 — Wayland, 4 de novembro de 2011) foi um físico estadunidense.
Recebeu o Nobel de Física de 1989, pela invenção do método de campos oscilatórios separados, e seu uso no maser de hidrogênio e em outros relógios atômicos.